# Филлипс, Шан
Дама Джейн Элизабет Айлвен Филлипс (англ. Jane Elizabeth Ailwên Phillips; род. 14 мая 1933, Гаун-Ка-Гарвен, Уэльс), известная как Шан Филлипс (англ. Siân Phillips) — валлийская актриса.

## Биография
Шан Филлипс родилась 14 мая 1933 года в Гваун-Кае-Гурвен, Уэльс, в семье сталелитейщика, ставшего полицейским, Дэвида Филлипса, и его супруги Салли (урождённой Томас), работавшей учительницей. В детстве она говорила исключительно на валлийском языке, изучив английский позже за прослушиванием радио. После окончания гимназии в Понтардо, Филлипс поступила в Кардиффский университет, где изучала философию и английский язык до 1955 года. Затем она была принята в Королевскую академию драматического искусства.
Ещё будучи студенткой, она трижды получала предложения на съёмки в Голливуде, но каждый раз отказывалась, предпочитая работать на театральной сцене. Учёбу в университете Филлипс совмещала с работой диктора новостей на радио BBC в Уэльсе, а также гастролировала с театральными постановками на валлийском языке, состоя в труппе Королевского национального театра. В 1957 оду она впервые появилась на Вест-Энде в постановке Германа Зудермана «Магда», которая имела большой успех у публики. Позже Филлипс исполнила главные роль в пьесе Генрика Ибсена «Гедда Габлер» и пьесе Бернарда Шоу «Святая Иоанна», также получившие хорошие отзывы зрителей и критиков.
Помимо театра у Филлипс довольно насыщенная карьера на телевидении и в кино. В 1977 году она была удостоена премии BAFTA за роль в сериале «Я, Клавдий». У неё также были роли в сериалах «Шпион, выйди вон!», «Льюис», «Как зелена была моя долина», «Пуаро Агаты Кристи» и «Её звали Никита». В 1969 году Филлипс была номинирована на премию «Золотой глобус» за роль в музыкальном фильме «Прощайте, мистер Чипс». В последующие годы она появилась в фильмах «Бекет» (1964), «Война Мёрфи» (1971), «Битва титанов» (1981), «Дюна» (1984) и ряде других.
В 2000 году актриса стала командором Ордена Британской империи, а в 2016 году повышена в звании до дамы-командора.

## Личная жизнь
Первым мужем Филлипс был аспирант Уэльского университета Дон Рой. Их брак продлился с 1956 года до развода в 1959 году. В декабре 1959 года Филлипс вышла замуж за актёра Питера О’Тула, от которого уже в тот момент была беременна их первой дочерью Кейт О’Тул. В 1963 году у пары родилась вторая дочь Патриша, а в 1979 году они развелись. Вскоре после развода Филлипс вышла замуж за актёра Робина Сачза, который был на 17 лет младше неё. Их брак продлился до развода в 1991 году.